# Брімонд (Техас)
Брімонд (англ. Bremond) — місто (англ. city) в США, в окрузі Робертсон штату Техас. Населення — 858 осіб (2020).

## Географія
Брімонд розташований за координатами 31°9′57″ пн. ш. 96°40′34″ зх. д. / 31.16583° пн. ш. 96.67611° зх. д. (31.165709, -96.675975).  За даними Бюро перепису населення США в 2010 році місто мало площу 2,29 км², уся площа — суходіл.

## Демографія
Згідно з переписом 2010 року, у місті мешкало 929 осіб у 393 домогосподарствах у складі 238 родин. Густота населення становила 405 осіб/км².  Було 516 помешкань (225/км²).
Расовий склад населення:
| - 77,7 % — білих - 19,3 % — чорних або афроамериканців - 0,5 % — азіатів - 0,3 % — корінних американців - 1,6 % — осіб інших рас |

До двох чи більше рас належало 0,5 %. Частка іспаномовних становила 5,5 % від усіх жителів.
За віковим діапазоном населення розподілялося таким чином: 25,6 % — особи молодші 18 років, 55,3 % — особи у віці 18—64 років, 19,1 % — особи у віці 65 років та старші. Медіана віку мешканця становила 40,8 року. На 100 осіб жіночої статі у місті припадало 90,8 чоловіків;  на 100 жінок у віці від 18 років та старших — 84,3 чоловіків також старших 18 років.
Середній дохід на одне домашнє господарство  становив 44 425 доларів США (медіана — 25 417), а середній дохід на одну сім'ю — 57 086 доларів (медіана — 48 750). Медіана доходів становила 46 339 доларів для чоловіків та 49 063 долари для жінок. За межею бідності перебувало 26,7 % осіб, у тому числі 33,3 % дітей у віці до 18 років та 19,0 % осіб у віці 65 років та старших.
Цивільне працевлаштоване населення становило 337 осіб. Основні галузі зайнятості: освіта, охорона здоров'я та соціальна допомога — 30,9 %, сільське господарство, лісництво, риболовля — 19,0 %, виробництво — 8,9 %, будівництво — 7,1 %.